# ПИК (компания)
«ПИК» — российская девелоперская и строительная компания, один из крупнейших девелоперов России, стабильно занимает первое место среди московских застройщиков. Штаб-квартира — в Москве. Полное наименование — публичное акционерное общество «ПИК-специализированный застройщик».

## История
«Первая ипотечная компания» (ПИК) (впоследствии «Группа ПИК») основана в 1994 году Юрием Жуковым и Кириллом Писаревым. По состоянию на 1 сентября 2022 года компания возглавляла список крупнейших застройщиков России.
В 2001 году в целях расширения девелоперской деятельности компания приобрела домостроительный комбинат № 2. ДСК-2 является третьим по величине домостроительным предприятием Москвы, ежегодный объём сдаваемой жилой площади превышает 450 тыс. м². ДСК-2 специализируется на строительстве индустриальных (панельных) многоэтажных жилых домов серии КОПЭ. Комбинат осуществляет полный цикл создания жилого панельного дома, включая производство внешних и внутренних железобетонных конструкций, фасадных решений, оконных блоков и прочих элементов здания.
В 2005 году ПИК приобрёл у «Интеко» ещё один крупный московский домостроительный комбинат № 3 с производственной мощностью 500 тыс. м². Таким образом, ПИК создала собственное мощное крупнопанельное производство, позволяющее ежегодно выпускать до 1 млн м² жилья и стала одним из ведущих игроков на рынке панельного домостроения.
В 2006 году ПИК приобрела компанию «Стройинвестрегион» и стала расширять девелоперскую деятельность в регионах России. Компания начала реализацию проектов в таких городах как Калининград, Ярославль, Калуга, Обнинск, Нижний Новгород, Таганрог, Новороссийск, Пермь, Омск.
В конце мая 2007 года компания провела IPO, в ходе которого акционеры ПИК продали 15 % акций компании за $1,85 млрд. Капитализация группы по итогам IPO составила $12,3 млрд. В 2013 году компания провела дополнительное размещение акций. Акции Группы торговались на Лондонской фондовой бирже (LSE) и ММВБ. В июне 2017 года компания провела процедуру делистинга с Лондонской фондовой биржи и консолидировала торги акциями на Московской бирже.
В 2008 году в связи с экономическим кризисом компания столкнулась с финансовыми трудностями. Строительство жилья в этом году сократилось по сравнению с 2007 годом почти в два раза — с 23 000 квартир (1,5 млн м²) до 12 380 квартир (813 000 м²).
Кризис стал переломным моментом для деятельности компании. В 2008 году по решению Правительства РФ группа ПИК была включена в список системообразующих предприятий российской экономики. Но, несмотря на это, в апреле 2009 года основателям компании Кириллу Писареву и Юрию Жукову пришлось расстаться с контролем над компанией. В обмен на реструктуризацию задолженности они уступили 25 % акций своей девелоперской компании Сулейману Керимову (ООО «Нафта Москва»).
В 2009 году компания получила гарантии правительства России.
В начале июня 2010 года по решению Мещанского районного суда Москвы была арестована недвижимость основателя компании Юрия Жукова. Данное имущество выступало залогом по задолженности «ПИКа» в размере 271,4 млн $ перед Номос-банком (ранее выкупленной им у Внешэкономбанка. В начале июля 2010 года одна из структур группы, ООО «ПИК-Девелопмент» была признана банкротом. Общий размер требований кредиторов к этой организации составляет 1,7 млрд рублей.
После острой фазы кризиса в 2010—2012 году ПИК восстановил и укрепил свои позиции на рынке. Национальное рейтинговое агентство присвоило группе индивидуальный рейтинг кредитоспособности на уровне «А». В 2014 году международное рейтинговое агентство Standard & Poor’s присвоило компании корпоративный кредитный рейтинг B/positive с положительным прогнозом.
В конце 2013 года стратегические инвесторы — Александр Мамут и Сергей Гордеев — приобрели у структур фонда Suleyman Kerimov Foundation пакет акций группы компаний ПИК.
В конце 2014 года компания получила уведомление об увеличении доли в акционерном капитале от президента и основного акционера компании Сергея Гордеева на 5 %. Таким образом, доля владения акций Гордеева изменилась с 24,9 % до 29,9 %.
В 2013 году на базе ДСК-2, ДСК-3 и «ПИК-Автотранс» была создана единая производственная база ОАО «ПИК-Индустрия».
В 2014 году произошла смена генерального директора и всей команды.
В середине 2016 года было объявлено о покупке «ПИКом» одного из крупнейших девелоперов России — компании «Мортон». Сумма сделки не разглашалась.
В 2017 году компания вышла на рынок Санкт-Петербурга, а в 2018 году — в Екатеринбург и Тюмень.
Летом 2017 года президент группы ПИК Сергей Гордеев завершил сделку по выкупу долей у структур Александра Мамута (16 %) и Микаила Шишханова (9,8 %), по цене 280 рублей за одну обыкновенную акцию. Гордеев стал контролирующим акционером с 50,02 % акций ПИК. Осенью 2017 года Гордеев стал владельцем 74,6 % акций ПИК, после завершения программы по выкупу акций, принадлежавших компаниям Мамута и Шишханова, у миноритарных акционеров.
С 2018 года компания активно развивает собственную экосистему и реализует стратегию диверсификации бизнеса.
Летом 2019 года группа ВТБ выкупила у Гордеева 15,48 % акций компании. После сделки у него осталось 59,15 % акций группы, доля ВТБ увеличилась с 7,57 до 23,05 % акций.
Весной 2020 года компания смогла оперативно перевести все сервисы по выбору, бронированию, покупке и аренде жилья в онлайн, что привело к трансформации всей отрасли в России и, в том числе, системы ипотечного кредитования.
В 2021 году ПИК открыл продажи в первом зарубежном проекте — One Sierra в Маниле на Филиппинах.
Осенью 2021 года ПИК провёл SPO объёмом почти 36,3 млрд рублей, разместив около 28,5 млн квазиказначейских акций ПАО «ПИК-специализированный застройщик», принадлежавших «ПИК-Инвестпроект». В ноябре 2021 года СМИ сообщили, что ПИК разместит еврооблигации на сумму 300—500 миллионов $.
В феврале 2022 года бренд ПИК был признан самым дорогим брендом девелоперской отрасли Европы по оценке Brand Finance, его стоимость выросла на 87 % и достигла $1,25 млрд.

## Собственники и руководство
Основной акционер (до 2025 года) и генеральный директор (до 2022 года) ПИК — Сергей Гордеев. На 30 июня 2021 года ему принадлежало 60,1% акций. В октябре 2023 года Гордеев переуступил 20% акций ПИК «Центральной трастовой компании» и перестал быть владельцем контрольного пакета — у него осталось 32,49% акций. В апреле 2025 года стало известно, что Гордеев снизил свою долю ниже блокирующего пакета — до 15,15%.
С сентября 2022 года генеральным директором ПИК является Иван Поландов

## Деятельность
Группа ПИК специализируется на строительстве и реализации жилья комфорт-класса преимущественно в сегменте индустриального домостроения. С1994 года ПИК построил более 30 млн м² жилья, обеспечив квартирами более 2 млн человек. Компания осуществляет свою деятельность в 16 регионах России, с фокусом на Москву и Московскую область.
ПИК ведёт работу по реализации обширного диверсифицированного портфеля проектов. Земельный банк компании ПИК по состоянию на декабрь 2021 года составил 16 млн м². В 2021 году ПИК реализует 88 проектов комплексной застройки, большинство из которых сосредоточено в сегменте доступного жилья. При этом в портфеле компании есть и проекты бизнес-класса: «Вавилова 4», Vander Park, «Мосфильмовская». Проекты ПИК также представлены в Санкт-Петербурге, Екатеринбурге, Тюмени, Калуге, Обнинске, Новороссийске, Ярославле, Ростове-на-Дону.
Штат сотрудников насчитывает более 25 500 человек. Группа имеет аккредитацию во всех крупнейших российских банках.
Компания была включена в топ-50 самых ценных брендов России рейтинга «Brand Finance Russia 50» по итогам 2018 года, в 2020 году была названа самым быстрорастущим российским брендом. По результатам оценки, проведённой Cushman & Wakefield, стоимость активов компании, с учётом внутригрупповых займов, составила 916,69 млрд рублей. В 2020 году ПИК был назван самым быстрорастущим российским брендом.
В состав ПИК входят крупнейшее в мире и в Европе проектное бюро и современный производственный комплекс, который включает 4 завода железобетонных изделий: Алексинский завод ЖБК, Наро-Фоминский завод ЖБК, Калужский завод ЖБК в Обнинске, завод доборного железобетона «Волга-Форм» и 6 строительно-монтажных управлений (СМУ). Также в комплекс входят бетоносмесительные узлы, производства полуфабрикатов для всей номенклатуры изделий, производства закладных деталей, оснастки, опалубки и др. Мощность всего производственного комплекса составляет 1,5 млн м² домокомплектов сборного железобетона и 500 тыс. м² фасадных конструкций СЭМ («Суперэффективный монолит») в год. Благодаря применению на производстве цифровых технологий и современных систем учёта компании удалось увеличить производительность труда на строительных площадках на 49 %, а на заводах — на 45 %.
ПИК сотрудничает как с европейскими, так и с российскими партнёрами в области архитектуры, дизайна и инженерии, такими как: Cie, Gillespies, Steer Davies Gleave, John McAslan + Partners, Urbica, RuGBSC, Aukett Swanke и Buromoscow.
В марте 2019 года ПИК объявил о запуске нового сервиса ПИК-франшиза и начал принимать заявки от потенциальных франчайзи. Первые франшизы получили застройщики из Ярославля и Читы.
В 2019 году ПИК также запустил ряд инновационных сервисов и решений. Компания представила сервис ПИК-Брокер по выкупу и продаже недвижимости на вторичном рынке, совместно с Яндекс запустила собственную систему умного дома ПИК.Смарт, а также первой среди девелоперов реализовала оплату недвижимости картой онлайн на сайте.

## ПИК-стандарт
В 2015 году был принят ПИК-стандарт — свод принципов, правил и компонентов, которые покупатели могут найти в каждом проекте компании.
Среди принципов ПИК-стандарта: квартальная застройка, дворы-парки без машин, разновысотные дома, школы и детские сады рядом с домом, разнообразные планировки и фасады, большие окна, безбарьерная среда, приоритет пешеходам и велосипедистам, организованная парковка в удобной близости от дома.

## Онлайн-сервисы
ПИК первым из девелоперов в 2018 году запустил специальный конфигуратор для получения ипотеки онлайн, в 2019 году дал клиентам возможность оплатить недвижимость картой онлайн на сайте. В 2020 году запустил полноценные ипотечные онлайн сделки, без необходимости присутствия клиента в офисе продаж.
В период самоизоляции весной 2020 года ПИК совместно с ВТБ разработал для клиентов ипотечную программу, где фактически отменил оплату процентов в первый год обслуживания кредита. Спустя всего несколько дней после совещания Владимира Путина с представителями строительного комплекса и принятия решения о введении льготной ставки 6,5 % ПИК провёл первую ипотечную сделку по субсидированной ставке. В апреле 2020 года компания также запустила онлайн-сервис «ПИК-аренда плюс», который позволит собственникам жилья стать самозанятыми и получать официальный доход от сдачи недвижимости с минимальным налогом.
В 2018 году компания открыла новый проект «ПИК-Аренда» — сервис по долгосрочной аренде жилой недвижимости, основанный Ильей Дроздовым, Дмитрием Хануковым и Никитой Комаровым.
В 2019 году была запущена платформа ПИК.ПРО, которая напрямую связывает девелопера и мастеров по отделке через специальное приложение.
В 2021 году ПИК запустил под собственным брендом производство мебели, которой будут комплектоваться квартиры в проектах ПИК. Текущая мощность производства — 23 тысячи кухонь и 20 тысяч комплектов систем хранения в год.

## Основные показатели
Выручка компании за 2013 год по МСФО составила 62,5 млрд рублей. Чистый долг ПИК по состоянию на 31 декабря 2013 года сократился на 20,1 млрд рублей и составил 18,0 млрд рублей (в 2012 году — 38,1 млрд рублей). Чистый долг компании по состоянию на 31 декабря 2012 года составил 37,1 млрд руб, что на 5,7 млрд рублей меньше по сравнению с предыдущим годом.
В 2013 году было запущено 52 новых проекта (в 2012 году — 49 новых проектов). Объём продаж вырос на 2,9 % и составил 677 тыс. м² жилой недвижимости. Общий объём денежных поступлений в 2013 году вырос на 10,8 %, в то время как объём поступлений от розничной продажи недвижимости увеличился на 32,3 % по причине сознательного снижения менее доходных оптовых сделок. Чистая прибыль в 2013 году увеличилась более чем в 2,3 раза до 7,4 млрд рублей.
В 2014 году общие продажи «ПИК» упали на 8,4 %, до 620 тыс. м², а выручка от продаж снизилась на 19,1 %, до 50,95 млрд руб. Общая выручка группы за 2014 год снизилась с 74,8 млрд руб. до 61,7 млрд руб., или на 17,5 %.
В 2015 году компания вывела на рынок 12 новых проектов (всего 50 новых корпусов). Продажи недвижимости выросли до 625 тыс. м², общая выручка компании составила 68,7 млрд руб.
В 2016 году, как и в предыдущем, компания вывела на рынок 12 новых проектов, на продажу было выставлено 63 новых корпуса. Общая выручка девелопера возросла за год на 47,2 %, до 101,2 млрд руб, а объём продаж недвижимости увеличился более, чем на 50 %, до 950 тыс. м².
В 2017 году компания начала реализацию 11 новых проектов и 99 новых корпусов. Общая выручка увеличилась на 203,4 % и составила 175,1 млрд рублей. Выручка от продажи недвижимости составила 170,1 млрд рублей. Объём готовой недвижимости, переданной покупателям, вырос на 210,4 % и составил 1887 тыс. м².
В 2018 году компания вышла на новые рынки — Екатеринбург и Тюмень, вывела в продажу 13 новых проектов и 102 новых корпуса. Общая выручка компании в 2018 году (в соответствии с отчётностью, подготовленной по МСФО) увеличилась на 40,4 % и составила 245,8 млрд рублей. Выручка от продажи недвижимости увеличилась на 38,9 % и составила 236,3 млрд рублей. Чистая прибыль компании составила 21,3 млрд рублей по сравнению с 3,2 млрд рублей в 2017 году.
В 2019 году ПИК вывел в продажу три новых проекта и 85 новых корпусов, а также ввёл в эксплуатацию 2 024 000 м² жилья, возглавив национальный рейтинг застройщиков. Компания реализовала недвижимость на сумму 223,8 млрд рублей, сохранив лидерство по продажам новостроек. Чистая прибыль компании увеличилась на 67,7 % и составила 45,1 млрд рублей по сравнению с 26,9 млрд рублей в 2018 году. Общая выручка увеличилась на 14,2 % и составила 280,6 млрд рублей (2018 год — 245,8 млрд рублей).
В 2020 году ПИК вывел в продажу 18 новых проектов и 92 новых корпуса, а также ввёл в эксплуатацию более 2,4 млн м² жилья. Компания реализовала недвижимость на сумму 341 млрд рублей и увеличила чистую прибыль на 91,7 % до 86,5 млрд рублей (45,1 млрд рублей — в 2019 году). Общая выручка увеличилась на 35,5 % и составила 380,2 млрд рублей (в 2019 году — 280,6 млрд рублей).
В 2021 году ПИК вывел в продажу 22 новых проекта и 152 новых корпуса, а также ввёл в эксплуатацию более 3 млн м² жилья. Компания реализовала недвижимость на сумму 451 млрд рублей.
Выручка компании в 2022 году составила 482 млрд рублей.
В 2023 году (январь-ноябрь) компания ввела 1,98 миллиона квадратных метров жилья. По данным на 1 декабря 2023 года ПИК возводит 5 миллионов квадратных метров жилья (83 жилых комплекса из 247 многоквартирных домов и двух домов с апартаментами).
Выручка ПИК в 2023 году — 585,3 млрд рублей, чистая прибыль — 52,3 млрд рублей.

## Оценки рейтинговых агентств
- Рейтинговое агентство АКРА в 2017 году присвоило ПАО «Группа компаний ПИК» рейтинговую оценку BBB+(RU) со стабильным прогнозом. Рейтинг был подтверждён в 2018 году, а в 2019 повышен до A-(RU). В 2020 году АКРА отозвало рейтинг у ПИК.  Рейтинг был возобновлён в 2025 году на уровне AA-(RU) со стабильным прогнозом[89].
- Рейтинговое агентство Национальные кредитные рейтинги (НКР) В 2020 году присвоило ООО «ПИК-Корпорация» рейтинговую оценку A+.ru со стабильным прогнозом. Рейтинг был подтверждён в 2021 году и в том же году повышен до AA-.ru (подтверждается на этом уровне ежегодно в 2022-2024)[90].
- Национальное рейтинговое агентство в 2012 году присвоило ОАО «Группа Компаний ПИК» кредитный рейтинг на уровне А, в 2013 году рейтинг был повышен до А+, а в 2014 отозван[91][92].
- Рейтинговое агентство «Эксперт РА» в 2015 году присвоило «Группе компаний ПИК» рейтинговую оценку A+ (I). В 2016 рейтинг был подтверждён, а в 2017 году понижен до A+ (III), а затем заменён на ruA-. На новом уровне рейтинг был подтверждён в 2018 году, в 2019 повышен до ruA, в 2021 — до ruA+. На этом уровне рейтинг ежегодно подтверждался (2022-2024), в 2025 году рейтинг был отозван. Кроме того, это же агентство в 2021 году присвоило «Группе компаний ПИК» ESG-рейтинг на уровне ESG-II. В 2022 году рейтинг был понижен до ESG-III(a), в 2024 — до ESG-III(c), а в 2025 году - отозван[93]. Это же агентство присвоило в 2019 году ООО «ПИК-Корпорация» рейтинговую оценку ruA. В 2020 году рейтинг был подтверждён, а в 2021 повышен до ruA+. На этом уровне рейтинг ежегодно подтверждался (2022-2024), а в 2025 был отозван[94].

## Проектное финансирование
Компания является одной среди первых российских девелоперов, перешедших на проектное финансирование. В октябре 2018 года компания анонсировала строительство ЖК «Дмитровский парк» с использованием эскроу-счетов. В августе 2019 года Группа ПИК и ВТБ подписали соглашение о предоставлении проектного финансирования для строительства корпусов в проектах «Бунинские луга» и «Green park».
В сентябре 2020 года ПИК и ВТБ провели первое раскрытие эскроу-счетов в Москве, объём перечисленных средств составил 3 млрд рублей.

## Социальная ответственность
ПИК много раз возглавлял рейтинги социальной ответственности строительных компаний. В марте 2021 году ПИК стал первой компанией в отрасли, которой рейтинговое агентство «Эксперт-РА» присвоило рейтинг ESG, оценивающий ответственное ведение бизнеса в экологической, социальной и экономической сферах.
С 2005 года ПИК участвует в решении проблем обманутых дольщиков других недобросовестных строительных организаций таких как ЗАО «Стройметресурс», ООО «Компания Стройиндустрия», КТ «Социальная инициатива», которые не выполнили своих обязательств перед покупателями. Компания завершила строительство более 20 жилых домов и передала обманутым дольщикам 3300 квартир.
Также завершает строительство ЖК «Западные ворота столицы» в подмосковном Одинцове. Возведение жилого комплекса началось в 2001 году и было заморожено в 2006 году. На его дострой привлекались новые инвесторы, которые также не выполнили свои обязательства. Строительство двух шестисекционных домов — 2-го и 3-го корпусов — было возобновлено в ноябре 2016 года новым инвестором ПИК, и осенью 2017 года дольщики 2 и 3 корпусов получили ключи.
В 2019 году ПИК заявил, что готов завершить проблемный ЖК «Галактика» в Ленинградской области в случае выделения компенсационных земельных участков под строительство в Новом Девяткино и создания дольщиками «Галактики» до мая 2020 года жилищно-строительного кооператива.
Школы и детские сады, построенные ПИК, посещают почти 28 тысяч детей. Детские социальные объекты компания сдаёт укомплектованными мебелью, оборудованием, игрушками и принадлежностями для учёбы и развития. Наряду с детскими садами и школами, ПИК строит поликлиники и больницы, обеспечивая жителям медицинское обслуживание рядом с домом.
К проектированию детских садов и школ компания привлекает в том числе и зарубежных архитекторов: в 2020 году в микрорайонах ПИК открылись школа по совместному проекту с британским бюро John McAslan+Partners и единственный в Москве детский сад по проекту французского бюро Dominique Coulon & associés.
ПИК первым среди российских девелоперов придумал и реализовал концепцию PlayHub в рамках жилых микрорайонов.
В 2020 году в период сложной эпидемиологической обстановки, связанной с распространением COVID-19 ПИК принимал участие в строительстве инфекционного стационара в посёлке Вороновское в Новой Москве и с опережением графика построил дополнительные помещения для отдыха медперсонала городской больницы № 52 в Москве.
В июле 2020 года стало известно, что в рамках строительства микрорайона «Шереметьевский» в Москве ПИК переносит водонапорную башню XIX века и другие исторические здания на территории бывшего завода «Борец», планируя интегрировать историческую архитектуру в современную.

## Конфликт с жителями Кунцево
В ноябре 2018 года Группа ПИК оказалась в центре общественного внимания из-за строительного конфликта в московском районе Кунцево. Собственники жилья выступали против проекта реконструкции 47—48 кварталов Кунцево, осуществляемого компанией ПИК в соответствии с постановлением Правительства Москвы № 903 от 21.11.2017, которым был утверждён проект планировки территории кунцевских кварталов. Проект не входил в программу реновации и предусматривал снос 37 малоэтажных 3—5-этажных домов 1950—1960-х годов. По проекту были проведены общественные слушания,
на которых были зафиксированы многочисленные нарушения. По утверждению депутата муниципального округа Кунцево В. Сокуренко, участники слушаний, голосовавшие за снос, не были местными жителями: их пропустили с чёрного хода, тогда как местных жителей в зал не пускали. Оппоненты ПИК заявляют, что власти Москвы и застройщик игнорируют решения домовых собраний и утверждают, что публичные слушания по проекту были сфальсифицированы. Инициативная группа оспорила постановление в Мосгорсуде и в Верховном Суде, но проиграла процесс. Конфликт получил широкий общественный резонанс и освещение в СМИ.
Против реализации проекта была составлена петиция на сайте Change.org, под которой на 24 июля 2022 года подписалось более 84 000 человек. Авторы петиции потребовали отменить незаконное, по их мнению, постановление Правительства Москвы № 903-ПП и призвали всех граждан России «поддержать жителей 47-48 кварталов района Кунцево в борьбе за фундаментальное право человека — право собственности, и положить конец произволу чиновников, торгующих столичной землёй оптом и в розницу». В петиции, в частности, утверждалось, что «единственной причиной задуманного сноса явилось желание группы ПИК завладеть этой территорией для коммерческой застройки» и высказывалось предположение, что «в основе незаконного решения лежат коррупционные мотивы». Жители Кунцева также создали в Фейсбуке группу «Против ПИКа», число участников которой весной 2019 года составило 1,5 тысячи человек, а на июль 2022 года — 2,7 тысяч человек.
Конфликт ПИКа с жителями Кунцева обострился в ноябре 2018 года. 12 ноября во двор дома 20 по ул. Ивана Франко въехала строительная техника с целью установки забора под строительство стартового дома. Местные жители остановили строительную технику и организовали круглосуточные дежурства с целью недопущения строительства, которое они считали незаконным. На месте дежурства возник палаточный лагерь, который стали посещать активисты других районов Москвы, представители прессы и известные политики, такие как Сергей Митрохин и Дмитрий Гудков. 18 ноября палаточный лагерь был разобран силами полиции УВД по ЗАО г. Москвы, а несколько активистов, включая Митрохина, задержаны и помещены в автозаки. Однако протестующие не расходились. Утром 19 ноября двор был оцеплен отрядами полиции и ЧОПа «Неомакс» общей численностью более 100 человек. Протестующие были выдавлены с территории двора, после чего рабочие начали установку забора. Несколько женщин бросились под строительную технику, но были задержаны и оштрафованы за неповиновение полиции. К вечеру двор был полностью окружён строительным забором, который охраняли силы полиции и ЧОПа. Однако видеокадры с места событий разошлись по интернету и произвели громкий общественный резонанс. Стройка была остановлена.
По мнению Сергея Митрохина, причиной всех протестов против ПИКа явилась его полная безнаказанность. Застройщик каким-то образом заручился поддержкой крупных чиновников и полицейских, которые обслуживают его деятельность. По мнению Митрохина, проект реконструкции 47-48 кварталов противоречит как Конституции, так и иным законам, но могущественному застройщику всё сходит с рук. «Зарвавшиеся строительные олигархи ощущают себя хозяевами всей Москвы», — подчеркнул политик. А журналист Сергей Доренко так прокомментировал события в Кунцеве: 

Силовики ПИК атакуют москвичей… Жадно, нахраписто, с презрением ПИК растаптывает Кунцево. Это поведение — признак агонии государства в России. Покровы сброшены, ПИК пройдёт по головам, горе побеждённым.— Сергей Доренко — о конфликте в Кунцево: "Мы все — в кармане у ПИКа"
Своё мнение о конфликте высказала и сторона застройщика. Так, Никита Андрианов, глава управления градостроительной документации ПИКа, заявил, что протестующие «сами не знают, против чего выступают. В эти выходные эти „местные жители“ протестовали и против „ПИК“, и против застройки, и против программы реконструкции, и против всего на свете». По мнению эксперта, представителя стройкомплекса А. Моора, конфликт возник из-за того, что людям не разъяснили ситуацию, и попросту пытаются манипулировать те, кто хочет на этом заработать. При этом чиновник не назвал имён тех лиц, которые, по его мнению, хотят манипулировать. Застройщик пытался смягчить негативный эффект, произведённый разгоном протестующих. Компания представила план реконструкции кварталов, график расселения пятиэтажек, а также рассказала о мерах, которые собирается предпринять для снижения неблагоприятного влияния от строительства. Также были организованы экскурсии для жителей домов, вошедших в программу реконструкции.
Однако не все жители удовлетворились объяснениями застройщика. Основная группа протестующих продолжила дежурства у строительной площадки, где зимой 2019 года возвела символ протеста — снежную крепость. В марте 2020 года остановленная стройка во дворе дома 20 возобновилась. Активисты вновь пытались препятствовать проезду строительной техники, но были грубо растолканы сотрудниками ЧОПа. Конфликт застройщика с жителями Кунцева продолжился и в последующие годы. Так, в марте 2021 года во дворе дома 22 по ул. Ивана Франко в 48 квартале Кунцева прошла встреча местных жителей с депутатом Госдумы от КПРФ В. Ф. Рашкиным, на которую собралось не менее 100 человек. По итогам встречи собравшимися была принята резолюция, также размещённая на сайте Change.org. В ней, в частности, говорилось, что «распоряжения правительства Москвы о сносе жилых домов 47-48 кварталов и вырубке парка на ул. Ивана Франко изначально содержали многочисленные нарушения закона и проводились в жизнь с применением грубой силы. Жители Кунцево рассматривались представителями власти не в качестве полноправных граждан, а в качестве досадной помехи на пути реализации их коммерческих проектов».
Летом 2021 года конфликт застройщика с местными жителями вновь обострился. Сотрудники ПИКа и неизвестные люди в масках оказывали давление на оставшихся собственников, разрушали дома и коммуникации, избивали местных жителей. В ночь с 16 на 17 июля 2021 года квартиры жителей дома 22 по ул. Ивана Франко были обстреляны. Местные жители и Михаил Делягин связывают это событие с деятельностью застройщика. 

В Кунцево дошло до того, что представитель застройщика стреляет по окнам квартир людей, которые не хотят выселяться. Реальная история.— Михаил Делягин, выступление на конференции 23 июля 2021 года
 Обстрелу подверглись окна тех квартир, жители которых отказались добровольно переезжать в новостройки ПИКа. «По словам хозяев жилья, стрельба по окнам началась глубокой ночью. Остались пулевые отверстия. Светлане Кузьминой в буквальном смысле пришлось прятаться в собственной квартире. Пенсионерка утверждает, что, когда преступники увидели ее на балконе, решили открыть стрельбу по ней», — сообщал телеканал «РЕН ТВ». По мнению жителей квартала, стрельба была организована застройщиком в качестве меры устрашения упрямых собственников. Обращения в полицию не помогли, так как там отказались расследовать происшествие, сославшись на «отсутствие камер наблюдения».
 
Последние жители сносимых домов 48 квартала по улице Ивана Франко были выселены из квартир принудительно, с помощью судебных приставов. Основанием для выселения явилось решение Кунцевского суда о «прекращении» их права собственности на квартиру. Решение было безуспешно оспорено в судах высших инстанций. Однако борьба за кварталы продолжилась. Весной 2022 года депутат Мосгордумы Сергей Митрохин предложил поправки к Градостроительному кодексу, которые защитили бы жителей Кунцева и других районов от незаконного расселения. Поправки не были приняты.

## Критика Собяниным
В октябре 2022 года компания подверглась резкой критике со стороны мэра Москвы Сергея Собянина в ходе осмотра строящейся школы в составе жилого комплекса «Люблинский парк». Генеральный директор ГК «ПИК» Иван Поландов отметил, что все работы идут по графику. Собянин обратил внимание Поландова на то, что из-за срывов сроков строительства люди вынуждены ездить в переполненные школы. Поландов ответил мэру, что здание готово на 70 % и что эту школу планируют достроить в срок — весной 2023 года. После критики мэра и угроз разорвать сотрудничество акции ПИК подешевели на 1 %.

## Санкции
23 февраля 2024 года, на фоне российского вторжения на Украину, ряд компаний группы (ПАО «ПИК Специализированный застройщик», ООО «ПИК Корпорация», ООО «ПИК Плюс», ООО «ПИК Генподряд» и ООО «Генеральный подрядчик МФС»), а также основной акционер группы Сергей Гордеев, были включены в санкционные списки США. Госдеп США отмечал что Генеральный подрядчик МФС «предположительно участвует в наборе солдат-контрактников для российской войны против Украины».
16 декабря 2024 года попала в санкционный список в рамках 15 пакета санкций Евросоюза за финансирование набора персонала для российских воинских частей и частных военных компаний, действующих на территории Украины под командованием Министерства обороны России, через дочерние компании.